# Histories (televisieprogramma)
Histories was een geschiedenisprogramma op de Vlaamse televisiezender Canvas dat van 1997, bij de start van Canvas liep, tot 2005. Het was daarmee een van de oudste en langstlopende Canvasprogramma's.

## Concept
Het programma kocht historische documentaires aan, maar de redactie maakte ook tientallen documentaires over het eigen Belgische verleden. Dat konden biografische documentaires zijn, zoals bijvoorbeeld rond Marc Sleen, Bobbejaan Schoepen, John Massis, Paul Vanden Boeynants, Jean Daskalidès, Lode Craeybeckx,... en de portretreeks "Zes aansprekers" (2001) over de politici Wilfried Martens, Leo Tindemans, Willy Claes, Hugo Schiltz, Jean Gol en Guy Spitaels.
Daarnaast realiseerde "Histories" ook documentaires over bepaalde historische gebeurtenissen. Een reeks die véél ophef veroorzaakte was "Uit onze zwarte vijvers" (2000), die de Prijs van de TV-Kritiek won dat jaar, en "Vlamingen en Walen aan het Oostfront" (2001), allebei over fascisme en collaboratie. "Histories" kreeg vaak de kritiek te veel aandacht te besteden aan de Tweede Wereldoorlog. Maar dat berustte op een foute perceptie. Veel programma's waren aan heel andere thema's gewijd, o.a. een hele reeks aan koloniale geschiedenis. Een tweeluik over Patrice Lumumba (1999) zorgde er mee voor het momentum dat tot een parlementaire onderzoekscommissie over de moord op de eerste Congolese premier leidde.
Hoewel het programma altijd een relatief groot publiek wist te bereiken, besliste het Canvas-management (o.l.v. Johan Opdebeeck) in 2005 om Histories af te voeren om de verkiezing van De Grootste Belg mogelijk te maken. De nieuwe Canvas-managers wensten nadien het programma niet meer voort te zetten. Televisiedirecteur Aimé Van Hecke besteedde zonder overleg met zijn eigen personeel een groot deel van de zendtijd voor historische documentaires uit aan het privé-productiehuis Woestijnvis, dat de gelegenheid kreeg om de reeks Belgasport te maken, voor een groot deel met VRT-archiefmateriaal. Sinds het verdwijnen van Histories produceert Canvas nog maar sporadisch historische documentaires.

## Muziek
De beginmelodie was een fragmentje uit James Newton Howard's soundtrack voor de film Waterworld (1995).